# Puchar Nadziei
Puchar Nadziei (ros. Кубок Надежды) – trofeum w hokejowych rozgrywkach Kontynentalnej Hokejowej Ligi (KHL) w Rosji.
Został ustanowiony w 2013 roku. Rozgrywkę o Puchar Nadziei zorganizowano po raz pierwszy w piątym sezonie KHL (2012/2013).
W jej ramach rywalizują kluby, których drużyny nie zakwalifikowały się do fazy play-off po rundzie zasadniczej. Dotychczas dla takich drużyn po fazie zasadniczej kończył się sezon. Tym samym kluby uzyskały cel sportowej walki, a ich zawodnicy możliwość utrzymania formy z myślą o turniejach reprezentacyjnych. W sezonie 2012/2013 w rywalizacji uczestniczyło sześć zespołów z Konferencji Zachód (z miejsc 9-14) i cztery z Konferencji Wschód (z miejsc 9-12). Organizację turnieju zapewnia KHL, która funduje nagrody finansowe, pokrywa koszty podróży, utrzymuje sędziów. Rywalizacja trwała w czasie równoległym do rozgrywanej fazy play-off. Pierwszym triumfatorem został zespół, który pokonał Amur Chabarowsk 3:1 w meczach. Zwycięzcy otrzymali nagrodę finansową w wysokości 486 tys. dolarów oraz prawo wyboru w KHL Junior Draft 2013, zaś finaliści 292 tys. dolarów.
W sezonie 2013/2014 nagroda dla zwycięzcy została ustalona na 330 tys. dolarów.

## Edycje
| Sezon     | Zwycięzca     | Wynik | Finalista       |
| --------- | ------------- | ----- | --------------- |
| 2012/2013 | Dinamo Ryga   | 3:1   | Amur Chabarowsk |
| 2013/2014 | Awangard Omsk | 3:0   | Dynama Mińsk    |